# Дорошенко, Андрей Николаевич
Андрей Николаевич Дорошенко (род. 10 марта 1977, Армавир, Краснодарский край, РСФСР, СССР) — российский политический деятель, член партии «Единая Россия», депутат Законодательного собрания Краснодарского края. С 2021 года депутат Государственной думы VIII созыва. Из-за нарушения территориальной целостности Украины во время российско-украинской войны находится под персональными международными санкциями ряда стран.

## Биография
Андрей Дорошенко родился 10 марта 1977 года в Армавире. В 1995 году он окончил Армавирский зооветеринарный техникум, в 2001 — Кубанский государственный технологический университет по специальности «Бухгалтерский учёт и аудит». В 2005 году получил второе высшее образование, закончив Краснодарский региональный институт агробизнеса (структурное подразделение Кубанского государственного аграрного университета).
В 1997—2000 годах Дорошенко работал водителем пассажирского автобуса в Армавире. В 2000—2021 годах был директором ООО «Производственно-коммерческая фирма „Дорожно-транспортная компания“». В 2010 году начал политическую карьеру и был избран депутатом Армавирской городской думы пятого созыва от партии «Единая Россия». В качестве члена думы возглавлял совет молодых депутатов.
14 октября 2012 года был избран в Законодательное собрание Краснодарского края пятого созыва по региональному избирательному списку «Единой России». Входил в состав комитета по вопросам законности, правопорядка и правовой защиты граждан. 10 сентября 2017 года был переизбран. 19 сентября 2021 года был избран депутатом Государственной думы РФ VIII созыва от «Единой России», позже стал членом комитета по вопросам собственности, земельным и имущественным отношениям.
Дорошенко дважды награждён медалью «За выдающийся вклад в развитие МО город Армавир».
Из-за нарушения территориальной целостности и независимости Украины во время российско-украинской войны находится под персональными международными санкциями ряда государств: всех стран Европейского союза, Канады, Швейцарии, Австралии, Великобритании, США, Новой Зеландии, Японии, Украины.